# Gråda
Gråda eller Gangsgrådan är en by i Gagnefs kommun.
De flesta av husen eller stugorna är målade med Falu rödfärg, en vanlig företeelse i Dalarna. Byn är vackert beläget vid Österdalälven och har en bad- och grillplats vid vattenbrynet. År 2007 byggdes Gråda Hamn, en del av EU-projektet Farled Dalarna, i anslutning till stranden. På andra sidan älven, över vilken det går en enfilig bro, ligger en grannby med samma namn. Den ingår i Djura församling och Leksands kommun och kallas även i folkmun oftast för Leksands-Gråda.